# زهر الربيع
زهر الربيع هو كتاب يحتوي على حقائق تاريخية كاذبة من تأليف السيد نعمة الله الجزائري، ويذكر فيه حقائق على الأمويين والعباسيين والخلفاء الثلاثة من بعد رسول الله «ص» وفيه مناقب أهل البيت «ع»، وهو مألف مشهور تم توكليه من قبل المجلسي لتدوين روايات أهل البيت، وهو صاحب ثقة وله كتاب قصص الأنبياء وغيرها، ويوجد في الكتاب قصص فكاهية وإعرابية وحكم. ويتوفر الكتاب في جميع المكاتب في أنحاء العالم الإسلامي.